# ماركوس بيانو
ماركوس بيانو (بالإسبانية: Marcos Peano) هو لاعب كرة قدم أرجنتيني في مركز حراسة المرمى، ولد في 15 أكتوبر 1998 في San Justo Department, Córdoba ‏ في الأرجنتين. لعب مع يونيون دي سانتا في.

## وصلات خارجية
- ماركوس بيانو على موقع قاعدة بيانات كرة القدم.إي يو (الإنجليزية)
- ماركوس بيانو على موقع Soccerway.com (الإنجليزية)